# Panic of Girls
Panic of Girls è un album del gruppo musicale statunitense Blondie, pubblicato nel 2011, dalla Eleven Seven, Future Publishing, EMI ed Universal Music.
Distribuito in LP, in CD ed in una versione digitale. La versione giapponese di "Panic of Girls" pubblicata in CD contiene una bonus track, Please Please Me, cover dei Beatles.
Il CD di "Panic of Girls" è stato pubblicato anche all'interno di una "Limited Collector's Pack" e in una "Chris Stein Deluxe Edition" [CD+DVD].
La "Limited Collector's Pack" contiene una rivista, 6 spille, 4 cartoline, un mini-poster ed il CD "Panic of Girls" (in una confezione Digipack) che ha in più 2 bonus tracks, Horizontal Twist e Mirame.
L'edizione "Chris Stein Deluxe" viene presentata in una diversa copertina da quella usata per l'album ed è in una confezione digipack. Il CD ha 2 bonus tracks, End of the World e Sleeping Giant, mentre il DVD ha il videoclip di "Mother" ed una sezione Photo Gallery.

## Tracce
1. D-Day – 3:37 (Deborah Harry, Barb Morrison, Charles Nieland)
2. What I Heard – 3:15 (Matt Katz-Bohen, Laurel Katz-Bohen)
3. Mother – 3:09 (Harry, Kato Khandwala, Ben Phillips)
4. The End, the End – 3:41 (Harry, Khandwala, Phillips)
5. Girlie Girlie – 3:25 (Anthony Davis, Lloyd Douglas, Steve Golding)
6. Love Doesn't Frighten Me – 3:18 (Matt Katz-Bohen, Laurel Katz-Bohen)
7. Words in My Mouth – 4:19 (Harry, Morrison, Nieland)
8. Sunday Smile – 4:48 (Zach Condon)
9. Wipe Off My Sweat – 4:13 (Harry, Chris Stein, Matt Katz-Bohen, Paradise N. Efecto)
10. Le Bleu – 4:28 (Stein, Gilles Riberolles)
11. China Shoes – 4:21 (Harry, Stein)

versione giapponese (CD)
1. Please Please Me – 2:00 (John Lennon, Paul McCartney)

"Limited Collector's Pack"
1. Horizontal Twist – 2:28 (Harry, Morrison, Nieland, Stein)
2. Mirame – 3:48 (Grupo Pesadilla)

"Chris Stein Deluxe Edition" (CD)
1. End of the World – 5:48 (Harry, Stein)
2. Sleeping Giant – 3:37 (Harry, Stein)

"Chris Stein Deluxe Edition" (DVD)
- Mother - Video Clip
- Photo Gallery

## Classifiche
| Paese       | Posizione più alta |
| ----------- | ------------------ |
| Paesi Bassi | 82                 |
| Regno Unito | 73                 |